# 西嶋一記
西嶋 一記（にしじま かずき、1989年2月28日 - ）は、神奈川県出身の元プロ野球選手（投手、左投左打）、野球指導者。

## 経歴

### プロ入り前
横浜市立上飯田中学時代には瀬谷シニアに所属し、全日本選抜に選ばれる。父も少年野球の監督を務める。
横浜高校進学後は1年春からベンチ入りするが、1年秋の県大会準決勝では満塁弾を浴び逆転負けを喫する。3年夏の県大会では4試合に先発し好成績を残した。3年春と夏には甲子園に出場し、リリーフとして登板した。 
明治大学進学後は1年春から公式戦に登板するが、左肩の故障に加え野村祐輔らの台頭もあり2年春から3年春にかけては登板が減る。しかし3年秋にはリーグ1位の防御率1.13を記録する活躍でリーグ優勝に貢献し、U-26 NPB選抜 対 大学日本代表の代表に選抜され、世界大学野球選手権日本代表の候補にも選ばれる活躍を見せる。 
2010年11月20日、ロサンゼルス・ドジャースとマイナー契約を結ぶ。

### プロ入り後
2011年はパイオニアリーグのアドバンスドルーキー級オグデン・ラプターズでプレーし、14試合の登板で2勝1敗、防御率5.51、WHIP1.41の成績を残した。
2012年もオグデンでプレー。16試合の登板で8勝1敗、防御率4.57、WHIP1.44の成績を残し、シーズン終了後には「結果を残さないといけないので、勝ちがついてきたのはいいこと。2、3年後のメジャー昇格を目標とし、山本昌さんや斎藤隆さんみたいに長くやれるようになりたい」と語った。
2013年3月23日に解雇される。

### ドジャース退団後
2013年6月から社会人野球の熊本ゴールデンラークスでプレー。
2015年から富士重工業へ移籍、同年3月に行われた第70回JABA東京スポニチ大会では決勝戦の対Honda戦でロングリリーフ、無失点に抑えて優勝投手となったが、翌2016年限りで現役を引退。同社で社業に就いた。
2018年12月に学生野球資格回復制度研修を受講して、2019年2月5日付で資格を回復。同年春より母校・明治大学のコーチに就任し、平日は会社員生活を送り、休日に都内の明治大学グラウンドを訪問して指導を行っている。教え子に森下暢仁がいる。

## プレースタイル
最速143km/hの速球と同じ振りから100km/h台前半のカーブ、スライダー、ツーシーム気味のスクリューボールを投げ分ける。
フォームにもまとまりがあり、大学4年時には与四球率1.69をマークした制球力も持ち味。

## 人物
憧れの選手には高橋尚成や内海哲也を挙げ、アメリカの環境やベースボールそのものの雰囲気が好きだと語っている。